# 邦蒂富爾 (科羅拉多州)
邦蒂富爾（英語：Bountiful）是位於美國科羅拉多州科內霍斯縣的一個非建制地區。該地的面積和人口皆未知。

## 地理
邦蒂富爾的座標為37°13′45″N 105°58′37″W / 37.22917°N 105.97694°W，而該地的平均海拔高度為2330米（即7644英尺）。